# エンペラ星人
エンペラ星人（エンペラせいじん）は、特撮テレビドラマ『ウルトラマンタロウ』をはじめとする「ウルトラシリーズ」に登場する架空の異星人。別名は暗黒宇宙大皇帝。
本項では、その所有物であるアーマードダークネスやダークネスフィアについても記述する。

## 概要
名前の由来は「皇帝（emperor）」から。
『ウルトラマンタロウ』にて、かつてウルトラの星へ侵攻した異星人として名前のみ登場。怪獣軍団を率いることから漫画作品などにおいて黒幕として登場することがあるが、『タロウ』では名前のみであった（詳細はテンペラー星人#『ウルトラマンタロウ』に登場するテンペラー星人を参照）ため、デザインは各作品独自のものが描かれている。
その後、『ウルトラマンメビウス』においてデザインや詳細な設定が構築されて映像作品に初登場し、作品を通しての黒幕として描かれると同時に、M78星雲光の国関連のシリーズに区切りをつける役目も担った。

## 『ウルトラマンタロウ』に登場するエンペラ星人
『ウルトラマンタロウ』第25話「燃えろ! ウルトラ6兄弟」に登場。
名前と黒い人型のシルエットのみ登場。かつて怪獣軍団を率いてウルトラの星の侵略を企んだ異星人で、若き日のウルトラの父によって撃退された。
当時の児童誌での「怪獣軍団」の黒幕でもあり、第33・34話に登場するテンペラー星人はこの宇宙人の忠実な下僕とされている。
- この歴史をゾフィーが解説する際に紙芝居風に展開される絵は、『ザ・ウルトラマン』など「ウルトラシリーズ」の漫画化作品を多数手掛けた内山まもるの作である。この時に描かれた黒い人型シルエットのエンペラ星人が、後の『ウルトラマンメビウス』に登場するエンペラ星人のデザインベースになっている。
- この戦いで負傷したウルトラの父を看護したのがウルトラの母であり、これが2人の馴れ初めであったと語られている。また、『大怪獣バトル ウルトラ銀河伝説 THE MOVIE』ではこの時には闇に堕ちる前のウルトラマンベリアルとも遭遇しており、その膨大な悪の力に惹かれさせたことで彼を闇の道に誘う原因の一つにもなっていることが語られている。
- この時のウルトラの父とエンペラ星人の対決の模様は、後述の『メビウス』や『ウルトラギャラクシーファイト 大いなる陰謀』で新たに撮影された実写映像で描かれている。
- 大戦争で引き連れていた怪獣軍団はそれまでのウルトラシリーズに登場した怪獣で構成されており、この画は2007年以降の児童誌の特写による合成[注釈 3]や、『ウルトラマン列伝』第21話[注釈 4]で実写でも再現されている。
- 書籍『全怪獣怪人』では、ヤプール人に協力し、ベムスター（改造）を蘇らせたとしている[4]。

## 『ウルトラマンメビウス』に登場するエンペラ星人
『ウルトラマンメビウス』第48話「最終三部作I 皇帝の降臨」から第50話（最終回）「最終三部作III 心からの言葉」に登場。
3万年前に怪獣軍団を率いて光の国に侵攻した宇宙人で、宇宙警備隊が結成されるきっかけとなったウルトラ大戦争を引き起こした元凶。その戦いの中でウルトラの父のウルティメイトブレードとエンペラブレードで一騎討ちを繰り広げ、右脇腹にはその古傷がある。その姿は各部にウルトラ族に似た意匠を持ち、黒い鎧とリフレクターマントを身に纏っている。暗黒四天王やインペライザーなどを操っていた「皇帝」の正体にして、数々の宇宙人や宇宙怪獣を引き寄せた時空波や、ボガール死滅後も出現し続けた地球怪獣など、『ウルトラマンメビウス』における様々な怪獣事件の黒幕であり、M78（光の国）ウルトラシリーズ最大の敵でもある。
設定では、彼の母星を照らしていた太陽が光を失ったことで母星は死の星となり、ただ1人生き残った彼は暗闇の中を彷徨っているうちに闇の力を得るとともに、光あるものすべてに憎しみを抱き、その事件やウルトラ大戦争のことからウルトラ一族にも強い憎悪を抱くことになった。「エンペラ星人」という名前は自称に過ぎず、彼自身は唯我独尊の存在であり、エンペラ星や他の同族は現存しない。
主な能力は、右手から放つレゾリューム光線と左掌から放つ強力な重エネルギー波動。赤黒い炎を纏いながら空を飛び、太陽の黒点を異常発達させ、太陽から光を奪うほどの恐ろしい力を持つ。
ウルトラ一族だけでなく、それに味方する地球人類までも滅ぼそうと、世界各国に13体のインペライザーを送り込むと同時に宣戦布告し、地球人にメビウスを捜し出して地球から追放するように要求する。しかし、地球人がそれを拒否したため、インペライザーを一斉に起動させるが、一掃された後、自身も遂に姿を現す。地面に降りたっただけで周囲の建物が炎を上げながら倒壊し、空は立ち込めた暗雲に包まれる。救援に駆けつけたサイコキノ星人カコ、宇宙剣豪ザムシャー、ハンターナイトツルギ＝ウルトラマンヒカリの攻撃を微動だにせず受け止めては弾き返し、逆に一撃で戦闘不能にまで追いやる。いずれの行動も片腕を動かすだけなど戦闘のために動くことはほとんどなく、非常に余裕のある態度が見られる。ヒカリが放った、ザムシャーの遺品である星斬丸による一撃で左足に傷を負わせられるも勢いは衰えず、メビウス＝ヒビノ・ミライも一度はレゾリューム光線で撃退・消滅させ、アイハラ・リュウと一体化して復活したヒカリも退ける。
しかし、ウルトラマン、ウルトラセブン、ウルトラマンジャック、ウルトラマンエースのウルトラ兄弟からの声援で、希望を見出して奮起したカザマ・マリナ、イカルガ・ジョージ、アマガイ・コノミ、クゼ・テッペイのGUYSクルーの変身によって、ミライ＝メビウスはメビウス フェニックスブレイブになって復活し、さらにサコミズ・シンゴ隊長と一体化したゾフィーも出現。レゾリューム光線で再び撃退しようとするも効かず、メビウス フェニックスブレイブとゾフィーがファイナルメテオールのスペシウム・リダブライザーを通して放ったメビュームナイトシュートとM87光線（Aタイプ）の合体光線を受け、さらにメビュームフェニックスを食らった後、「ウルトラマンと人類の絆」に負けたことを悟りつつ、光へと昇華された。黒点の異常発達で光を失った太陽も、ウルトラ兄弟（件の4人、ウルトラマンタロウ、ウルトラマンレオとアストラ、ウルトラマン80）によって元に戻された。
しかし、エンペラ星人を失ったことによってアーマードダークネスの起動や、復活した暗黒四天王によるギガバトルナイザーを狙った暗躍など、様々な事件も発生し、死後もなお、ウルトラ戦士たちを苦しめていくことになる。
- 声：内海賢二
- スーツアクター：末永博志
- デザインは酉澤安施。デザインイメージは「黒いウルトラマン」[11]。当初はプロデューサーの渋谷浩康の案で鎧を着たウルトラマンのようなイメージでデザインされていたが、特技監督の原口智生の要望により鎧を着ているように見えない形に修正され、最終的に『ウルトラマンタロウ』での内山まもるのイラストから大きく外れないようなデザインとなった[11]。
- 第48話はサブタイトルは「皇帝の降臨」であったが、第49話冒頭ではまだエンペラ星人が地球に降りていないことになったため、第48話での降臨は見送られた[12]。
- エンペラ星人が光となっていく様は、第1話でのメビウスが光の粒子から現れるシーンとの対比になっている[13]。
- エンペラ星人との決着を命を奪う行為ではなく、むしろ闇の存在であった彼を対極へと変えることで「共生」する道を開いたと解釈している[14][15]。

## 『ウルトラマンゼロ&オールスターウルトラマン 超絶!!ウルトラリーグ』に登場するエンペラ星人
『ウルトラマンゼロ&オールスターウルトラマン 超絶!!ウルトラリーグ』に登場。
ダークザギやレイブラッド星人と手を組み、ウルトラ戦士を倒してウルトラマンゼロのウルティメイトブレスレットを奪うべく、怪獣・宇宙人軍団を送り込む。

## エンペラ星人（エタルダミー）
映画『劇場版 ウルトラマンギンガS 決戦!ウルトラ10勇士!!』に登場。
超時空魔神エタルガーがメビウスの記憶から具現化して生み出した、エンペラ星人のエタルダミー。ダミーコピー体であるため言葉は話さないが、本物のエンペラ星人に近い笑い声や唸り声を発する。
時空城内部の第三階層にて現れ、最上階に向かう途中のメビウスを撃墜し、激しいメビウスとの一騎討ちの末、バーニングブレイブに変身したメビウスのバーニングメビュームダイナマイトを受けて爆破された。

## 『ウルトラギャラクシーファイト 大いなる陰謀』に登場するエンペラ星人
YouTubeオリジナル配信作品『ウルトラギャラクシーファイト 大いなる陰謀』に登場。
数万年前に光の国に大軍団を率いて攻め込んだ宇宙人。エンペラブレードを武器にウルトラマンケンと一騎打ちの末に敗れる。
- 声：関智一[18]

## 『大怪獣バトル ULTRA MONSTERS NEO ギャラクシーレジェンド』に登場するエンペラ星人
データカードダス『大怪獣バトル ULTRA MONSTERS NEO ギャラクシーレジェンド』より登場。
NEO-GL第1弾で怪獣カードとして参戦。ほぼ動かない原作に比べ、走ったり格闘戦をする姿が描かれている。ステータスに隙がない星人で、特にアタックとディフェンスはとてつもなく高く、原作同様に他の怪獣を圧倒するステータスを持つ。必殺技は、ウルトラの父との対決の際にしか使用していなかったエンペラブレードと、ダークネストライデントの二刀流で襲いかかるツインダークスラッシュ、劇中多用する真・レゾリューム光線、周囲を暗黒に染めてから、暗黒の隕石を敵に落とす「ダークネスディザスター」がある。NEO-GL第2弾ではアーマードダークネスとのタッグ必殺技「ダークネスパニッシャー」が追加され、技の使用時にアーマードダークネスを着用する場面が見られる。
- 声はテレビシリーズと同様に内海賢二が担当している。

## ライブステージにおけるエンペラ星人
『ウルトラマンメビウス』終了後に開催された『ウルトラマンプレミアステージ』では、暗黒エネルギーの力で復活。同じく復活していた四天王を始めとする多くの怪獣・宇宙人軍団を率いてメビウスやウルトラ兄弟たちを攻撃する。ウルトラ兄弟たちを1人で圧倒し、メビウスも再び戦闘不能に陥れるなど、以前と同様の圧倒的な強さを見せつける。だが、最後は仲間たちの願いを受けて復活したメビウスのメビュームシュートとウルトラ兄弟の合体光線を受けて再び消滅した。声は本編と同じ内海賢二が担当。
さらに『ウルトラマンフェスティバル2007』ライブステージ第二部など、後年の大型のショーでもたびたび復活。ジオルゴンやエンディール星人からは、「強大な闇の力があれば何度でも蘇ることができる」と語られている。

## その他におけるエンペラ星人
2007年の円谷プロのエイプリルフール企画では、開設されたSNS「エムナナハチ」の「ナナハチ」（マイミクシィのようなもの）数をウルトラの父と競っているという設定で登場。しかし、その大半はインペライザーで占められており、事実上の自作自演状態となっていた。自己紹介メッセージによると人間もウルトラ一族も嫌いだが、GUYSのアマガイ・コノミ隊員だけは好きらしく、彼女を演じた平田弥里のDVD『ヒロイン』を献上した者には世界征服の暁に世界の半分をやると語る。
その後、2009年のエイプリルフール企画では、「帰ってきたカネゴンの78ちゃんねるまとめブログ」において、78ちゃんねるでのスレ立て人として登場。加藤電機製作所（兵庫県伊丹市）が求人情報サイト「リクナビNEXT」に掲載した求人ページのパロディで、インペライザーが仕事をしないことに困り果てる社長役を演じている。
『ウルトラゾーン』第5話アイキャッチでは、企業の謝罪会見に出席中の様子が描かれている。また、第4話のミニコーナー「怪獣漫才」ではジェロニモンとのコンビ「アパッチ皇帝」として漫才を行った。

### 『ウルトラマン倶楽部 怪獣大決戦!!』
ファミコンゲーム『ウルトラマン倶楽部 怪獣大決戦!!』に登場。
怪獣たちを暴れさせていた最終ボスとして登場する。容姿は、『タロウ』での回想シーンに登場したシルエット状のものとなっている。

### 『ウルトラマン超闘士激伝』
漫画作品『ウルトラマン超闘士激伝』に登場。
ウルトラの国の秘宝を手に入れて宇宙支配を企む。異名は皇帝宇宙人。まだエンペラ星人が名前のみの設定だったころの作品であり、デザインは後の『メビウス』に登場するものとは異なり、かつての強敵宇宙人のイメージ（バルタン星人の頭部など）を合わせたものとなっている。その後、新章でメビウス版の容姿と化す。

## 暗黒魔鎧装 アーマードダークネス
雑誌連載およびDVD版『ウルトラマンメビウス外伝 アーマードダークネス』に登場。異名は「あんこくまがいそう」と読む。
エンペラ星人の配下が皇帝に献上した悪魔の鎧で、エンペラ星人がウルトラの星に再び侵攻する際に装着するために鋳造された。エンペラ星人の本拠地でもあった惑星「ダークプラネット」に隠されており、装着した者には全宇宙を支配できるほどの強大な力を与えると言われているため、これを手に入れようとする多くの凶悪宇宙人たちがウルトラ兄弟と争奪戦を繰り広げていた。しかし一部でも身に着ければ強力な力を発揮できるものの、エンペラ星人以外には鎧の力のオーバーロードに耐えられず、装着した者が逆に取り込まれる。雑誌展開では鎧のパーツは宇宙人たちを次々に吸収し、やがて一つに合体。自己意志を持ち、独りでに起動し、宇宙各地で暴れ始めた。
強さも相当なもので、三つ又の刃を両端に付けた伸縮自在の槍ダークネストライデントや左腰にある長剣ダークネスブロードが主な武器。その強固な鎧はあらゆる攻撃を弾き返し、通用するのはアーマードダークネス自身の武器だけと言われている。さらにダークネストライデントからはエンペラ星人の必殺技であるレゾリューム光線を放ち、それを増幅させたギガレゾリューム光線をも放つことができる。
DVD版では雑誌展開の後に宇宙をさまよい、エンペラ星人が乗り捨てた宇宙船ダークネスフィアまで辿り着く。異変を察知し、先に駆けつけたウルトラマンヒカリを新たな装着者として取り込み、支配しようとするが、メビウスによって奪われたダークネスブロードで付けられた傷からリュウの突入を許したことにより、ヒカリが脱出に成功し、分散する。直後に再結合してメビウスとヒカリを相手に優位に戦い、ギガレゾリューム光線を放とうとするが、メビウスフェニックスブレイブの降臨により形勢が逆転。またしても奪われたダークネスブロードで頭部から胴体を切り裂かれたところへメビュームナイトシュートを受け消滅した。
しかし、鎧そのものは後に幾度か復活している。
DVD版の後日譚に当たる『てれびくん』の漫画版では、光の国で厳重に保管されていた。だがジャッカル軍団の手により強奪され、軍団員が鎧の一部を装着し宇宙警備隊員を襲撃する。この軍団員も鎧に吸収され、メビウスがジャッカル大魔王（2代目）に反撃するために取り返した鎧の一部を装着する。6兄弟が融合し、メビウスインフィニティーとなり反撃に出るが、全てのパーツが引き寄せられ、メビウスインフィニティーに融合する。鎧に吸収されそうになるメビウスインフィニティーであったが、ウルトラマンキングがウルトラベルを使い、鐘の音で鎧を完全にコントロールしてジャッカルを倒すきっかけを作る。
- 声：大友龍三郎
- デザインは酉澤安施が担当[25]。デザインはエンペラ星人のNGイメージが元となっている[注釈 12]。
- 『テレビマガジン』掲載版はCGで表現されていた。DVD版および『ウルトラマンプレミアステージ2』で使われた着ぐるみに比べて、デザイン（細部のディテールなど）が若干異なる。
- 映像作品でエンペラ星人がこの鎧を装着したことは、現時点ではまだ一度もない（装着したエンペラ星人は途方もない強さと言われている）。雑誌展開やショーでは装着するストーリーもあり、数百倍にパワーアップ、ウルトラ戦士たちを圧倒している。
  - 2008年末の『テレビマガジン』のグラビアストーリーでは、宇宙人たちを送り込んでいた黒幕として姿を現したエンペラ星人が装着し、ウルトラ6兄弟とウルトラマンティガ、ザムシャーを寄せつけない強さを見せるが、メビウス・インフィニティーとグリッターティガに敗北した。

### 『ウルトラギャラクシー大怪獣バトル NEVER ENDING ODYSSEY』に登場するアーマードダークネス
『ウルトラギャラクシー大怪獣バトル NEVER ENDING ODYSSEY』第9話「暗黒の鎧」、第12話「グランデの挑戦」、第13話「惑星崩壊」に登場。
惑星ハマーにてウルトラセブンと対決し、セブンが装着者となって鎧の力を抑えることによって封印されていた。アーマードメフィラスによって封印を解かれるも、その直後にメフィラスを攻撃してダークネスブロードを取り戻し、レイのゴモラやリトラと対決する。2体を寄せ付けない圧倒的な強さを見せるが、レイの投げたアイスラッガーでマスクの一部を砕かれてセブンの顔が覗かれ、さらにセブンによって動きを抑えられたところにゴモラの超振動波を受けて砕け散り、セブンも解放される。
第12話ではレイブラッド星人に蘇生されて再び登場。ハマーの極点内部で座り込んでいるような体勢で静止しており、第13話で鎧内部にレイブラッド星人の精神体が憑依して再び動き出す。軽快な動きを見せてダークネストライデントとダークネスブロードを用い、レゾリューム光線でレイオニックバースト状態のゴモラとグランデのレッドキングを圧倒するが、ペンドラゴンのペダニウムランチャーを受け、ゴモラがEXゴモラに、レッドキングがEXレッドキングに覚醒すると形勢は逆転する。2体にダークネストライデントとダークネスブロードを落とされ、EXレッドキングのフレイムロードを受けて怯んだところを、EXゴモラのEX超振動波で破壊される。
- 声：佐藤正治（第13話）[注釈 13]
- スーツアクター：寺井大介
- 『ウルトラマンメビウス外伝 アーマードダークネス』では用いられなかったダークネスブロードを用いる場面や、不気味な声で笑う描写がある。また、エンペラ星人同様にレゾリューム光線を光弾状に飛ばしている。
- 本作品におけるレゾリューム光線は、『メビウス外伝』やゲーム版『大怪獣バトルNEO』で使ったものと描写が異なっており、両作ではエンペラ星人のものと同じ直線状の光線だったのに対し、本作品では電撃のような描写になっている。

### 『大怪獣バトル ULTRA MONSTERS NEO』に登場するアーマードダークネス
『大怪獣バトル ULTRA MONSTERS NEO』第11話「復活の暗黒魔鎧装」に登場。
惑星ハマーにあるダークネスフィア内部にたたずんでおり、ダークネスフィアに吸い込まれた主人公たちが発見。やはり強力な力を秘めており、グローザムをアーマードグローザムにパワーアップさせたり、自身の力を得ようとするザラブ星人を取り込んだりする。アーマードグローザムが倒され、ザラブ星人を取り込んだ後はダークネスブロードを取り出して主人公たちに襲いかかろうとするが、駆け付けたウルトラセブンが彼らをダークネスフィアの外に連れ出したために失敗。それからセブンたちを追って、自身もダークネスフィアから降り立ち地上でセブンと激突。圧倒的なパワーでセブンのアイスラッガーを弾くが、最期はセブンに羽交い絞めにされ、セブンと共に火口の中へ消えた。
なお、この戦いは上記の『ウルトラギャラクシーNEO』のエピソードとリンクしており、第2、3話でアイスラッガーが荒野に刺さっているのも、セブンがアーマードダークネスを封じるのも本作品のエピソードによる戦いが原因であることが分かる。
ステータスはスピードに若干劣るがそれ以外はかなり高く、原作同様非常に強力な怪獣。必殺技は原作通り、「ギガレゾリューム光線」、「レゾリューム光線」、「ダークネス・トライデント」を使用する他、インペライザーと組むことで「インペライザースプラッシュ」というタッグ必殺技を使用可能。さらにNEO-GL第1弾ではレゾリュームエネルギーを貯めたダークネス・トライデントを敵に突き刺して動きを封じ、ダークネスブロードで一刀両断する「デッドスラッシャー」という新必殺技が、NEO-GL第2弾では主であるエンペラ星人とのタッグ必殺技「ダークネスパニッシャー」が追加された。
- 声：大友龍三郎

### 『ウルトラゼロファイト』に登場するアーマードダークネス
『ウルトラマン列伝』内のアクションドラマ『ウルトラゼロファイト』第二部「輝きのゼロ」に登場。
ウルトラマンゼロの抹殺を企てるダークネスファイブやバット星人グラシエが「あのお方」と呼ぶ黒幕が装着している。
怪獣墓場にてゼロがメフィラス星人・魔導のスライによって会う資格があると認められると、雷と共に姿を現す。そしてゼロの目の前で兜が雷によって剥がれ落ち、正体であるカイザーダークネスとしての素顔を現した。なお、兜は剥がれ落ちた直後に自ら踏み消している。ベリアル曰く「ウルトラ戦士への恨みがこもった一品もの」。

### ライブステージにおけるアーマードダークネス
『ウルトラマンプレミアステージ2』では、主であるエンペラ星人を失ったために宇宙を彷徨っており、バルタン星人やキリエロイドら宇宙人軍団が少年宇宙人ニコを利用してその力をコントロールしようと企む。最終的には宇宙人軍団が自らを生贄にしたことで完全復活し、ウルトラ戦士たちを窮地に追い込むが、リュウと同化していたヒカリやコノミと合体してフェニックスブレイブとなったメビウスとウルトラ戦士たちの合体光線によって粉砕された。
『ウルトラマンフェスティバル2009』ライブステージ第二部では、ザラブ星人が自らを犠牲にしてエンペラ星人の魂をアーマードダークネスに宿らせる。首から下がアーマードダークネスの状態で復活を遂げたエンペラ星人は不完全ながらもウルトラ戦士を圧倒するが、突如現れたウルトラマンベリアルに一撃で葬られた。

## ダークネスフィア
DVD版『ウルトラマンメビウス外伝 アーマードダークネス』に登場。
エンペラ星人が宇宙空間を移動する際に使用している宇宙船。『メビウス』でも登場する「皇帝が纏っている赤黒い炎」が、このダークネスフィアである。皇帝の死後、地球の衛星軌道を周回していたようだが、アーマードダークネスの起動・接触により再び活動を開始し、地球の引力によりゆっくりと地表へ向けて降下し始める。
見た目は50メートルほどの大きさだが、内部には1つの広大な世界が広がっており、エンペラ星人が好む、空には暗雲が広がる上雷が鳴り響き、荒れた大地が延々と広がる環境を作り上げている。中に入ったリュウは、皇帝が降臨した際の地球と酷似していることに気付く。見た目に反した膨大な質量を持っているので、地表に激突すると地球環境や人類文明を大きく揺るがすことになると考えられている。なお、内部ではウルトラ戦士の必殺技の威力が弱められる。
アーマードダークネスが消滅した後も降下を続けるが、残っていた力を使ったヒカリに光の国へ運ばれ、ウルトラタワーの聖なる炎で焼き尽くされた。

## エンペラ星人直属の配下・関連キャラクター
詳細はそれぞれのリンク先を参照。ここでは主にエンペラ星人との関係について述べる（映像だけでなく雑誌やライブステージなどでの設定も含む）。
暗黒四天王
エンペラ星人の配下の中でも特に優れた4人の総称。
異次元超人 巨大ヤプール
四天王の邪将で、アークボガールの後任。何度もウルトラ兄弟を苦しめる異次元人。復活や異次元の封印からの脱出にもエンペラ星人が関与している。
策謀宇宙人 デスレム
四天王の謀将。ウルトラ大戦争にも従軍していた古参。
冷凍星人 グローザム
四天王の豪将。デスレムと同じくウルトラ大戦争にも従軍していた古参。
悪質宇宙人 メフィラス星人
四天王の知将であると同時に、リーダー格。ウルトラマンやタロウと戦ったメフィラス星人の同族。後にアーマード化してアーマードメフィラスとなる。
高次元捕食王 アークボガール
捕食生物であるボガールの王。元は暗黒四天王の初代邪将ことボガールマスターだったが、エンペラ星人の怒りを買って追放・封印されていた。

その他
極悪宇宙人 テンペラー星人
ウルトラ兄弟抹殺と光の国壊滅を目論む宇宙人。裏設定ではエンペラ星人の忠実な側近とされている。
無双鉄神 インペライザー
エンペラ星人が尖兵として送り込んだロボット。
円盤生物 ロベルガー、円盤生物 ロベルガー二世
エンペラ星人がブラックスターの破片から生み出した新種の円盤生物。
暗黒星人 ババルウ星人
暗黒宇宙の支配者であるババルウ星人の同族。ウルトラマンヒカリによればエンペラ星人の尖兵だったらしい。
憑依宇宙人 サーペント星人
エンペラ星人の尖兵として、GUYSの全機能を麻痺させようとする「大いなる計画」を実行しようとする宇宙人。
岩力破壊参謀 ジオルゴン
エンペラ軍闇の2大幹部の1人。エンペラ星人への忠誠心は厚い。
知略遊撃宇宙人 エンディール星人
エンペラ軍闇の2大幹部の1人。密かに皇帝の座を狙う。
宇宙鳥獣 ガロウラー、宇宙苦無獣 ザラボン
アーマードダークネスの闇のエネルギーから生まれた宇宙怪獣たち。
暗黒機靱 メカザム
侍型のメカロボット。その正体はエンペラ星人を復活させるための装置「ゴーストリバース」。
要塞ロボット ビームミサイルキング、生体破壊メカ クラッシュライザー
エンペラ軍団の新型ロボット怪獣たち。